# Paris Open 1997 - Qualificazioni doppio
Le qualificazioni del doppio  del Paris Open 1997 sono state un torneo di tennis preliminare per accedere alla fase finale della manifestazione. I vincitori dell'ultimo turno sono entrati di diritto nel tabellone principale. In caso di ritiro di uno o più giocatori aventi diritto a questi sono subentrati i lucky loser, ossia i giocatori che hanno perso nell'ultimo turno ma che avevano una classifica più alta rispetto agli altri partecipanti che avevano comunque perso nel turno finale.
Le qualificazioni del doppio del torneo Paris Open 1997 prevedevano 4 coppie partecipanti di cui una è entrata nel tabellone principale.

## Teste di serie
1. Libor Pimek /  Byron Talbot (primo turno)

1. Marc-Kevin Goellner /  Sander Groen (primo turno)

## Qualificati
1. Jeff Tarango  /   Fernon Wibier

## Tabellone

### Legenda
| - Q = Qualificato - WC = Wild card - LL = Lucky loser | - ALT = Alternate - SE = Special Exempt - PR = Protected Ranking | - w/o = Walkover - r = Ritirato - d = Squalificato |

|  | Primo turno | Primo turno                      | Primo turno                      | Primo turno | Primo turno |  |  | Ultimo turno               | Ultimo turno               | Ultimo turno | Ultimo turno | Ultimo turno |  |
|  |             |                                  |                                  |             |             |  |  |                            |                            |              |              |              |  |
|  |             | Jeff Tarango Fernon Wibier       | 6                                | 7           | 6           |  |  |                            |                            |              |              |              |  |
|  | 1           | Libor Pimek Byron Talbot         | 7                                | 6           | 3           |  |  | Jeff Tarango Fernon Wibier | Jeff Tarango Fernon Wibier | 7            | 4            | 6            |  |
|  |             | Peter Nyborg Jan Siemerink       | Peter Nyborg Jan Siemerink       | 7           | 7           |  |  | Peter Nyborg Jan Siemerink | Peter Nyborg Jan Siemerink | 6            | 6            | 2            |  |
|  | 2           | Marc-Kevin Goellner Sander Groen | Marc-Kevin Goellner Sander Groen | 6           | 6           |  |  |                            |                            |              |              |              |  |